# Кулишер, Александр Рувимович
Алекса́ндр Руви́мович Ку́лишер (1 августа 1878, Киев —1949 год, Киев) — российский математик. Автор изданий и статей по математике. Автор переводов трудов европейских математиков с английского, немецкого и итальянского языков.

## Биография
Родился в семье доктора медицины Рувима Моисеевича Кулишера. Учился во 2-й киевской гимназии, физико-математическом факультете императорского Санкт-Петербургского университета.
В 1905, 1910 и 1913 гг. был на стажировке в Европе — Германии, Швейцарии, Швеции, Норвегии и Дании, где изучал методики преподавания в школах. Преподавал физику и математику.
С 1915 года читал лекции по математике на образовательном факультете Психоневрологического института.
В 1917 году начал преподавать математику во 2-м Государственном университете. В том же году был выбран преподавателем математики и дидактики в Петроградском учительском институте. После преобразования Учительского института в высшее учебное заведение, Александр Рувимович был назначен профессором математики и дидактики во 2-м Петроградском Педагогическом Институте.
С 1 октября 1918 года — член математической комиссии Коллегии экспертов при Комиссариате народного просвещения. В том же году стал членом Совета экспертов Комиссариата народного просвещения. С 1921 года — товарищ председателя научно-методического совета при ИГОНО.
В 1919 году занял должность преподавателя Высших одногодичных педагогических курсов в Петрограде. В 1921 году работал профессором Педагогического института.
В 1922 был выбран на должность профессора Института социального воспитания нормального и дефективного ребёнка. В том же году был избран членом Британской математической ассоциации.
Автор изданий и статей по математике. Автор переводов трудов европейских математиков с английского, немецкого и итальянского языков. Печатался в Трудах 1-го Всероссийского съезда преподавателей математики (СПб, 1911-13), в «Школе и жизни», Речи, Живописном обозрении, Киевской мысли и других. Чл. Литфонда и Кассы взаимопомощи литераторов и ученых. Автор нескольких произведений в жанре беллетристики.
После Октябрьской революции состоял профессором в вузах Петрограда: втором Петроградском Пединституте им. Н. А. Некрасова, Педвузе при Госуниверситете, Педагогическом Институте Социального Воспитания, Педагогической Академии (пединституте им. А. И. Герцена). С 1923 г. работал в Ленинградском Государственном Университете, где в 1929 г. стал профессором. Один из организаторов «Общества математиков-материалистов при Ленинградском отделении Коммунистической академии» (1928 г.), боровшегося с «аполитичной группой Гюнтера». В 1937 г. А. Р. Кулишер был исключен из ВКП(б) «за притупление классовой бдительности» и выслан в г. Киров, где работал в КГПИ им. Ленина в должности профессора по кафедре алгебры и геометрии до 1944 г.

## Публикации

#### Основные труды[1]
- Учебник геометрии : Ч. 1. А.Р. Кулишер. - Санкт-Петербург : П.В. Луковников, 1914.

- Идея движения в современной геометрии и область её применимости в курсе средней школы : Доклад, 1913 г. М., 1915.

- Методика и дидактика подготовительного курса геометрии: С 12 рис. и 2 доп. : Пособие для преподавания, 1917 г.

- Методика и дидактика подготовительного курса геометрии : С 12 рис. и 2 доп. : Пособие для преп. общеобразов. ср. шк. / А.Р.Кулишер. - Пг. : Фотолит. Багинского, 1918.

- Учебник геометрии : Курс единой труд. шк. : Ступень первая. А. Р. Кулишер. - Берлин : Государственное издательство РСФСР, 1922.

- Методика и дидактика геометрии: Курс единой труд. шк. : Ступ. 1-я : Пособие для преп. единой труд. шк., техн. училищ, фабзавучей, а также для лиц, готовящихся к преп. деятельности в ин-тах нар. образования, пед. ин-тах и техникумах. Пг., 1923.

- Кулишер А.Р. Комсомольцы на математическом фронте // Ленинградский университет. 1935. 9 октября. №25 (225). С.3.

### Переводы
- Клиффорд В. Здравый смысл точных наук (Москва, 1910)
- Мейер В. Жизнь природы (СПб, 1905)